# العلاقات اليمنية الإستونية
العلاقات اليمنية الإستونية هي العلاقات الثنائية التي تجمع بين اليمن وإستونيا.

## مقارنة بين البلدين
هذه مقارنة عامة ومرجعية للدولتين:
| وجه المقارنة                                              | اليمن         | إستونيا                                                                             |
| --------------------------------------------------------- | ------------- | ----------------------------------------------------------------------------------- |
| المساحة (كم2)                                             | 555.00 ألف    | 45.34 ألف                                                                           |
| عدد السكان (نسمة)                                         | 28.25 مليون   | 1.32 مليون                                                                          |
| الكثافة السكانية (ن./كم²)                                 | 50.9          | 29.11                                                                               |
| العاصمة                                                   | صنعاء، عدن    | تالين                                                                               |
| اللغة الرسمية                                             | اللغة العربية | اللغة الإستونية                                                                     |
| العملة                                                    | ريال يمني     | يورو، كرون إستوني، كرون إستوني، المارك الإستوني                                     |
| الناتج المحلي الإجمالي (بليون دولار)                      | 18.21 مليار   | 25.92 مليار                                                                         |
| الناتج المحلي الإجمالي (تعادل القوة الشرائية) بليون دولار | 75.69 مليار   | 38.11 مليار                                                                         |
| الناتج المحلي الإجمالي الاسمي للفرد دولار أمريكي          | 1.41 ألف      | 17.79 ألف                                                                           |
| الناتج المحلي الإجمالي للفرد دولار أمريكي                 |               | 28.14 ألف                                                                           |
| مؤشر التنمية البشرية                                      | 0.498         | 0.871                                                                               |
| رمز المكالمات الدولي                                      | +967          | +372                                                                                |
| رمز الإنترنت                                              | .ye           | .ee                                                                                 |
| المنطقة الزمنية                                           | ت ع م+03:00   | ت ع م+02:00، ت ع م+03:00، توقيت شرق أوروبا، أوروبا/تالين ‏، توقيت شرق أوروبا الصيفي ‏ |

## منظمات دولية مشتركة
يشترك البلدان في عضوية مجموعة من المنظمات الدولية، منها:
| علم المنظمة | اسم المنظمة                               | تاريخ انضمام اليمن | تاريخ انضمام إستونيا |
| ----------- | ----------------------------------------- | ------------------ | -------------------- |
|             | مؤسسة التنمية الدولية                     | 22 مايو 1970       | 11 أكتوبر 2008       |
|             | الأمم المتحدة                             | 30 سبتمبر 1947     | 17 سبتمبر 1991       |
|             | منظمة الشرطة الجنائية الدولية             | ?                  | ?                    |
|             | المركز الدولي لتسوية المنازعات الاستشارية | 20 نوفمبر 2004     | 23 يوليو 1992        |
|             | الاتحاد الدولي للاتصالات                  | 1931               | 19 مايو 1922         |
|             | البنك الدولي للإنشاء والتعمير             | 3 أكتوبر 1969      | 23 يونيو 1992        |
|             | الاتحاد البريدي العالمي                   | ?                  | ?                    |
|             | منظمة حظر الأسلحة الكيميائية              | ?                  | ?                    |
|             | مؤسسة التمويل الدولية                     | 22 مايو 1970       | 9 أغسطس 1993         |
|             | وكالة ضمان الاستثمار متعدد الأطراف        | 12 مارس 1996       | 24 سبتمبر 1992       |
|             | يونسكو                                    | 2 أبريل 1962       | 14 أكتوبر 1991       |

## وصلات خارجية
- موقع وزارة الخارجية الإستونية